# Myrmarachne kochi
Myrmarachne kochi là một loài nhện trong họ Salticidae.
Loài này thuộc chi Myrmarachne. Myrmarachne kochi được Eduard Reimoser miêu tả năm 1925.